# Drillia macleani
Drillia macleani is een slakkensoort uit de familie van de Drilliidae. De wetenschappelijke naam van de soort is voor het eerst geldig gepubliceerd in 1992 door Tucker J..